# İpek Soylu
İpek Soylu (Adana, 15 aprile 1996) è un'ex tennista turca.

## Biografia
Si è allenata sotto la guida dell'ex tennista professionista croato Goran Prpić.
Vincitrice di 8 titoli nel singolare e 11 titoli nel doppio nel circuito ITF, il 13 luglio 2015 ha raggiunto la sua migliore posizione nel singolare WTA (191ª). Lo stesso giorno ha raggiunto il miglior piazzamento mondiale nel doppio alla posizione n°187.
Nel 2014, ha vinto il doppio ragazze agli US Open in coppia con Jil Teichmann, sconfiggendo in finale Vera Lapko e Tereza Mihalíková.
Giocando per la Turchia in Fed Cup, la Soylu ha riportato un bilancio vittorie-sconfitte di 8-4.
Ha annunciato il suo ritiro dal tennis professionistico nel settembre 2022.

## Statistiche WTA

### Doppio

#### Vittorie (3)
| Legenda               |
| --------------------- |
| Grande Slam (0)       |
| Ori Olimpici (0)      |
| WTA Finals (0)        |
| WTA Elite Trophy (1)  |
| Premier Mandatory (0) |
| Premier 5 (0)         |
| Premier (0)           |
| International (2)     |

| N. | Data            | Torneo                   | Superficie  | Compagna     | Avversarie in finale         | Punteggio        |
| 1. | 24 aprile 2016  | Istanbul Cup, Istanbul   | Terra rossa | Andreea Mitu | Xenia Knoll Danka Kovinić    | w/o              |
| 2. | 1º ottobre 2016 | Tashkent Open, Tashkent  | Cemento     | Raluca Olaru | Demi Schuurs Renata Voráčová | 7-5, 6-3         |
| 3. | 6 novembre 2016 | WTA Elite Trophy, Zhuhai | Cemento (i) | Xu Yifan     | Yang Zhaoxuan You Xiaodi     | 6-4, 3-6, [10-7] |

## Circuito WTA 125

### Doppio

#### Sconfitte (1)
| N. | Data          | Torneo                        | Superficie  | Compagno           | Avversari in finale      | Punteggio |
| 1. | 5 giugno 2016 | Croatian Bol Ladies Open, Bol | Terra rossa | Ioana Raluca Olaru | Xenia Knoll Petra Martić | 3-6, 2-6  |

## Grand Slam Junior

### Doppio

#### Vittorie (1)
| Tornei del Grande Slam  |
| ----------------------- |
| Australian Open (0)     |
| Open di Francia (0)     |
| Torneo di Wimbledon (0) |
| US Open (1)             |

| N. | Data             | Torneo            | Superficie | Compagna      | Avversarie in finale         | Punteggio        |
| 1. | 6 settembre 2014 | US Open, New York | Cemento    | Jil Teichmann | Vera Lapko Tereza Mihalíková | 5-7, 6-2, [10-7] |